# PPA
A PPA (Personal Package Archive) személyes csomagtároló.
A személyes csomagtárolók az Ubuntu (és származékai) felhasználói számára tervezett, harmadik féltől származó szoftvertárolók. (Nem tévesztendő össze a .ppa fájlkiterjesztéssel).
Előfordul, hogy a külső tárolók használatára van szükség, mert az Ubuntu alapesetben nem tartalmaz egy-egy számunkra szükséges programot. Ezek lehetnek külső fejlesztésű programok, vagy egyes programoknak más verziószámú változatai. Ezeket a ppa-kat nem az Ubuntu fejlesztői tartják karban, ezért használatuknál nem árt némi óvatosság.
A tároló felvétele és a program telepítése nem bonyolult. Terminálba beírva:
$ sudo add-apt-repository ppa:ppaneve
majd: $ sudo apt-get update
és:
$ sudo apt-get install csomagnév